# Piràmide de Teti

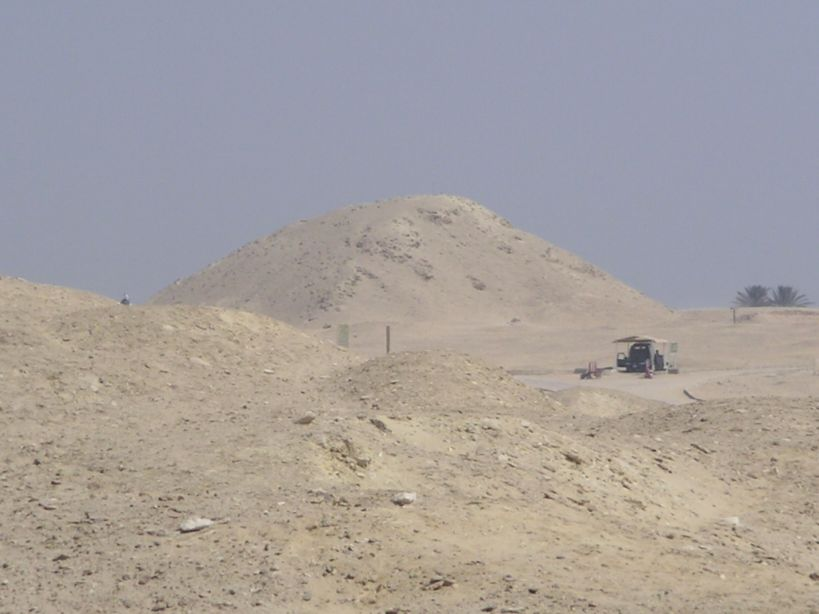
Restes de la Piràmide de Teti

La piràmide de Teti és una piràmide construïda a Saqqara pel faraó Teti I, el primer rei de la dinastia VI (tot i que fou probablement fill d'Unas, el darrer faraó de la dinastia V). El seu nom egipci fou "Els llocs de culte de Teti són duradors". Fou explorada per Perry (1839), Lepsius (1842) i Maspero (que hi va entrar el 1882). Altres exploracions foren les de l'alemany Emile Brugsch, el francès Urbain Bouriant, i l'americà Charles Wilbour. Quibell la va explorar entre al segle xx, i des 1950 van seguir les excavacions Sainte Fare Garnot, Lauer i Leclant. La piràmide té una altura de 52,5 metres, amb una base de 78,5 metres, i un angle de 53 graus i 13 minuts. La piràmide de culte és de 15,7 metres d'alta, i té la mateixa base; l'angle és de 63 graus.
El temple de la vall té una calçada de tres-cents metres de llarg que porta al temple mortuori, al sud-oest de la piràmide. Només es pot veure una part de la calçada. El temple mortuori té diverses dependències similars a les de Djedkare i Unas, amb un pati central que dona a la façana oriental del temple mortuori dins del recinte de la piràmide i connectat amb la calçada. L'entrada al temple mortuori és des del pati i té una porta formada per un panell pesat de fusta. El corredor d'entrada té cel·les decorades amb estels i il·luminat per una obertura a la paret est; el sòl és d'alabastre i les parets eren decorades, tot i que queden molt poques restes d'aquesta decoració. Des de la porta s'accedeix per una petita escala a la capella de cinc nínxols darrere la qual hi ha la cambra de les ofrenes, originalment decorada amb escenes de sacrificis de les quals queda només un part minsa; a cada costat de la cambra hi ha magatzems. Al sud-oest de la piràmide i sud del temple mortuori hi ha la petita piràmide de culte, envoltant la piràmide un pati envoltat de parets, menys per l'est (amb el temple mortuori) i sud-est (piràmide pel culte).
La piràmide té cinc nivells amb corredors subterranis i cambres; l'entrada era pel sòl del pati al temple mortuori. El corredor estava decorat amb granit rosa i connecta amb una antecambra que gira cap a la cambra d'enterrament; les parets de la cambra eren cobertes de plaques de pedra i amb texts i signes astronòmics. El sarcòfag era a la part occidental amb el seu equipament funerari; decorat amb inscripcions els sarcòfag no es va acabar; restes del que es pensi fou la mòmia de Teti foren trobades al terra de la cambra.
A l'exterior queden restes de les necròpolis de la seva família: les piràmides de les seves dones Khuit i Iput I, i dels seus visirs Mereruka i Kagemni. Els relleus d'aquestes tombes estan ben conservats.